# Wikimedia Meta-Wiki
Wikimedia Meta-Wiki (llamada Meta-Wiki o simplemente Meta) es un sitio web dedicado a coordinar los proyectos de la Fundación Wikimedia, como Wikipedia. Tiene el formato wiki. 
Durante la primera fase de existencia de Wikipedia, las discusiones sobre el proyecto de Wikipedia y en especial, sobre las políticas a seguir, tenían lugar frecuentemente en la propia Wikipedia, aunque dicha metadiscusión no era de contenido enciclopédico. 
Además, algunos usuarios querían un foro donde no tuvieran que estar limitados por la política del punto de vista neutral de Wikipedia, de forma que pudieran escribir ensayos expresando sus propias opiniones sobre los asuntos que cubría la enciclopedia. 
En respuesta a estas preocupaciones, los escritores de Wikipedia crearon la Wikimedia Meta-Wiki en noviembre de 2001. 
La Meta-Wiki sirve actualmente como una de las tres mayores vías de discusión para los Wikipedistas, junto con las listas de correo y las páginas de discusión de artículos concretos (que están reservados a la discusión de ese artículo en particular).
Originariamente enfocada hacia la versión en lengua inglesa de la Wikipedia, Meta-Wiki se ha convertido desde su actualización a la fase III del programa de Wikipedia, en un foro de discusión multilingüe utilizado por todas las comunidades lingüísticas de los proyectos Wikimedia. 